# Сахелі-є-Джукандан
Сахелі-є-Джукандан (перс. ساحلی جوکندان) — дегестан в Ірані, в Центральному бахші, в шагрестані Талеш остану Ґілян. За даними перепису 2006 року, його населення становило 18232 особи, які проживали у складі 4137 сімей.

## Населені пункти
До складу дегестану входять такі населені пункти:
- Ануш-Махале-Джукандан
- Джамакух
- Джу-Кандан-е-Бозорґ
- Дізґах-Махале
- Діракарі
- Дульбейн
- Канбар-Махале
- Корук
- Куакарі
- Наальбанд
- Насур-Махале
- Пей-Сара
- Поште
- Рагнама-Махале
- Сараґах
- Сіяхґоль
- Танґе-Туль-Ґілян
- Ті-Так
- Торк-Махале
- Хасе-Сара
- Худже-Ґері
- Челуне-Сар
- Шарекят-Бі-Сім-Ґаз
- Шейх-Махале
- Шілан